# Contarinia piri
Contarinia piri är en tvåvingeart som beskrevs av Tavares 1922. Contarinia piri ingår i släktet Contarinia och familjen gallmyggor.
Artens utbredningsområde är Spanien. Inga underarter finns listade i Catalogue of Life.